# Kościół św. Jakuba Apostoła w Dobrosołowie
Kościół świętego Jakuba Apostoła w Dobrosołowie – rzymskokatolicki kościół parafialny należący do parafii pod tym samym wezwaniem (dekanat kleczewski archdiecezji gnieźnieńskiej).
Jest to świątynia wzniesiona na miejscu wcześniejszego, XVI-wiecznego zabytkowego drewnianego kościoła, który został zniszczony przez pożar w 2001 roku. W dniu 28 lipca 2002 roku biskup Bronisław Dembowski wmurował kamień węgielny przywieziony z Ziemi Świętej w mury budującej się świątyni. Projekt nowego kościoła został opracowany przez architekt Agnieszkę Wiśniewską z Konina. Jego budowa zakończyła się w październiku 2003 roku. Świątynia została zbudowana z cegły klinkierowej, jest orientowana, jednonawowa, wzniesiona na planie prostokąta z węższym i niższym prezbiterium zamkniętym wielobocznie. Od strony północnej jest umieszczona zakrystia, od zachodniej znajdują się: kruchta i wieża z latarnią. Kościół nakryty jest dachem dwuspadowm. Wnętrze świątyni jest dość surowe w wystroju, w ołtarzu głównym jest usytuowany obraz patrona kościoła św. Jakuba, natomiast w ołtarzach bocznych są umieszczone obrazy Matki Bożej Częstochowskiej i św. Barbary. Budowla została konsekrowana w dniu 17 października 2004 roku przez arcybiskupa Henryka Muszyńskiego. Z dawnego wyposażenia spalonej świątyni zachowały się m.in. tabernakulum i figura Chrystusa Frasobliwego.